# Convenção de fãs

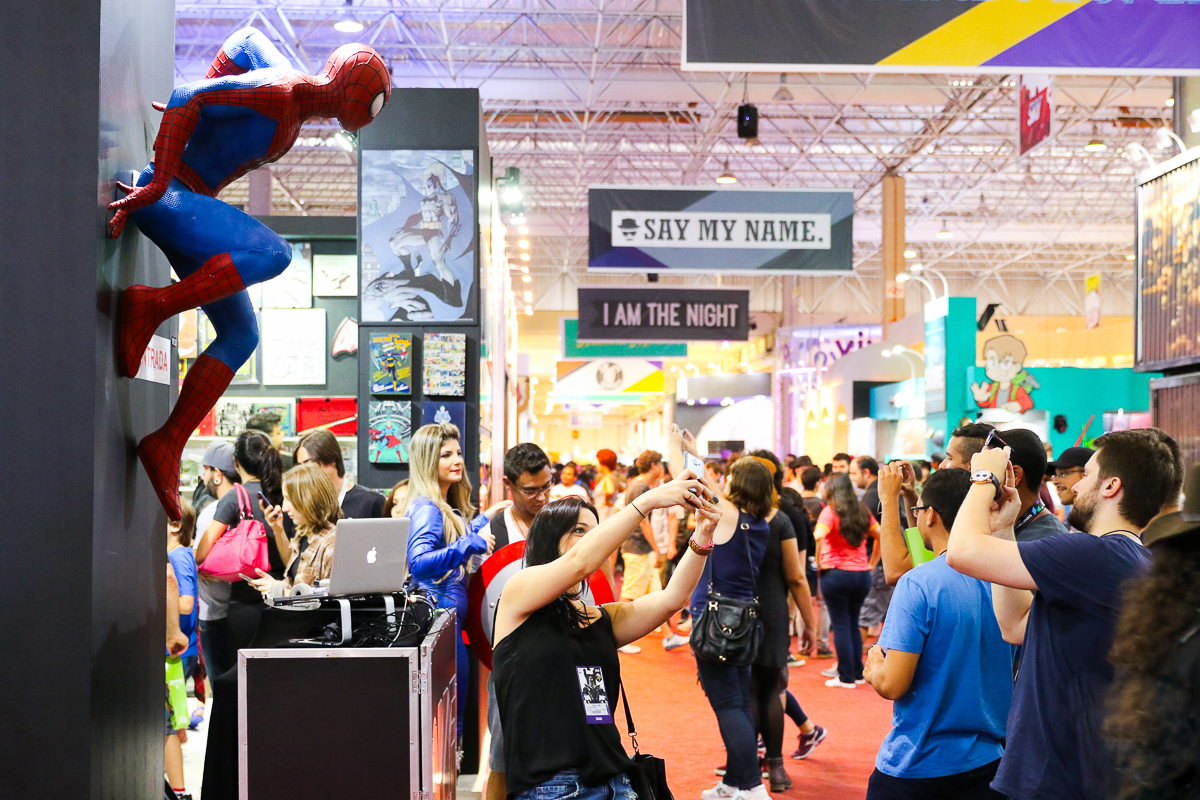
A CCXP é uma das maiores convenções do mundo.

Uma convenção de fãs (também conhecida pelos anglicismos fan con ou apenas con) é um evento onde fãs de um determinado tópico se reúnem para participar e realizar programas e outros eventos e para conhecer especialistas, personalidades famosas e entre si. Alguns também incorporam atividade comercial. O termo remonta pelo menos a 1942. Convenções diferentes usam métodos diferentes para contar sua presença, o que leva a alguma confusão sobre o tamanho real da convenção.